# Léon Scieur

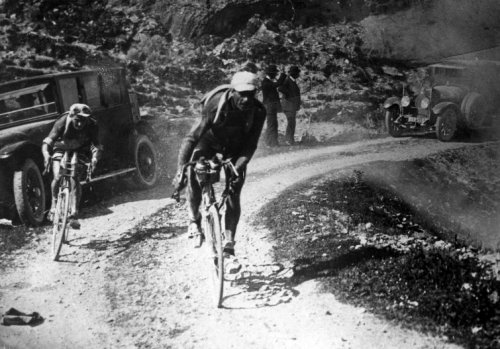
Léon Scieur durant le Tour de France 1921

Léon Scieur, né à Florennes le 19 mars 1888 et décédé le 7 octobre 1969, est un coureur cycliste belge. Surnommé « Locomotive », Léon Scieur remporte le Tour de France en 1921 sous le maillot de l'équipe La Française. En huit participations au Tour, il enlève trois étapes (une en 1920 et deux en 1921). Il gagne également Liège-Bastogne-Liège en 1920.

## Biographie
Léon Scieur naît le 19 mars 1888 à Florennes. Passionné de cyclisme pendant sa jeunesse, il doit attendre l'âge de 22 ans pour pouvoir se payer sa première bicyclette, en travaillant à la verrerie de Morialmé, où il côtoie Émile Masson. Il travaille ensuite à Châtelet et effectue régulièrement le trajet entre Florennes et Châtelet à bicyclette. Le constructeur de cycles Vincart l'engage dans sa jeune équipe en 1910, après l'avoir vu à Laeken lors du Grand Prix de Bruxelles. Léon Scieur, alors ouvrier agricole, fait avec elle l'apprentissage qui le mène au cyclisme professionnel. Lors du Tour de Belgique amateurs de 1910, il figure en troisième position du classement général, avant d'abandonner en apprenant la mort de son père.
En 1911 et 1912, Léon Scieur court en indépendant. Il est 4e de Paris-Liège-Bruxelles en 1911 et remporte le Circuit des indépendants en 1912, devant Émile Masson. En 1913, il fait partie des 36 coureurs que la Royale ligue vélocipédique belge fait passer professionnels afin de réduire le nombre d'indépendants. Il se classe troisième de l'Étoile carolorégienne, « ancêtre » du Grand Prix de Wallonie, derrière Paul Deman et Joseph Van Daele après avoir fait la course en tête. Il connaît le même sort au Tour du Hainaut. Il est vainqueur d'étape du Tour de Belgique, dont il prend la 4e place du classement général, 5e de Bruxelles-Oupeye, 10e de Paris-Tours, 25e de Paris-Tours. Il s'inscrit au Tour de France, sous le parrainage de Arnor. Il abandonne lors de la 7e étape de cette édition remportée par le Belge Philippe Thys, alors résident de Florennes.
Après une cinquième place au Tour de Belgique, Léon Scieur prend part au Tour de France 1914, chez Thoman-Joly. Il finit à la 14e place, tandis que Thys obtient sa deuxième victoire.
Pendant la Première Guerre mondiale, les courses cyclistes sont suspendues. Léon Scieur tient un garage et organise "des excursions en car jusqu'à la confiscation par les Allemands". Il se marie en février 1918 à Louise Tassin.
À la reprise en 1919, Léon Scieur se classe 3e du Circuit des vélodromes, 7e du championnat de Belgique, 9e de Paris-Bruxelles et 13e de Paris-Roubaix. Il s'inscrit au Tour de France, dont les participants sont repartis en deux catégories : A, dont Léon Scieur fait partie, et B. Les équipes Peugeot et Alcyon se fondent pour former le consortium La Sportive, qui équipe près de la moitié des 69 concurrents du Tour de France, dont Léon Scieur. La plupart des coureurs, manquant de matériel, abandonnent dès les premières étapes, rendues difficiles sur des routes peu entretenues durant le conflit mondial. Seuls onze coureurs sur 67 partants parviennent au bout de la course. Scieur est quatrième, sur 10 classés, avec près de 3 heures de retard sur le vainqueur Firmin Lambot, natif comme lui de Florennes.
Léon Scieur remporte en 1920 la classique Liège-Bastogne-Liège, sous la pluie, en devançant au sprint Lucien Buysse. Il est 11e de Paris-Bruxelles et à nouveau 7e du championnat de Belgique. Il participe au Tour de France, en catégorie A. Comme en 1919, il termine quatrième, tandis que Philippe Thys devient le premier coureur à gagner trois Tours de France, et que Lambot prend la troisième place. Les Belges occupent les 7 premières places du classement général et s'attribuent 12 des 15 étapes. Scieur remporte la onzième, disputée entre Grenoble et Gex et durant laquelle il passe en tête des cols du Galibier et des Aravis.
En mars 1921, Léon Scieur prend la troisième place de Paris-Roubaix, derrière les frères Henri et Francis Pélissier. Il est ensuite 6e de Liège-Bastogne-Liège et 10e du championnat de Belgique. Il participe à son cinquième Tour de France, toujours en première catégorie. Troisième puis deuxième d'étapes, il endosse le maillot jaune après deux jours de course. Il remporte la troisième étape à Brest avec neuf minutes d'avance, et augmente son avance sur son principal rival, le Belge Hector Heusghem, jusqu'à 30 minutes avant les Pyrénées. Celui-ci gagne à Luchon et réduit son retard sur Scieur à 4 minutes. L'écart s'accroit à nouveau durant les jours suivants, entre autres lors de la 10e étape que Léon Scieur remporte à Grenoble. Il garde le maillot jaune jusqu'à Paris et gagne ce Tour avec plus de 18 minutes d'avance sur Heusghem.
En début d'année 1922, Léon Scieur 8e de Paris-Roubaix, 5e du championnat de Belgique et 8e du GP Wolber. Il participe au Tour de France et abandonne lors de la 3e étape, tandis que Firmin Lambot s'impose pour la deuxième fois. En 1923, après avoir été cinquième de Liège-Bastogne-Liège, il quitte le Tour lors de la septième étape, après avoir été victime d'une tentative d'empoisonnement à l'arsenic. Sa huitième et dernière participation au Tour de France s'achève également par un abandon. Il se classe 13e de Paris-Tours en mai 1925 et achève sa carrière.
Léon Scieur exerce par la suite plusieurs métiers : garagiste, marchand de charbon, livreur, chauffeur d'autocar. Il reste lié à Firmin Lambot, qu'il accueille à Florennes lorsqu'Anvers est bombardée en 1944. Il meurt le 7 octobre 1969 à l'âge de 81 ans.

## Palmarès

### Palmarès année par année
- 1911
  - 10e de Liège-Bastogne-Liège
- 1913
  - 7e étape du Tour de Belgique
  - 3e de l'Étoile Carolorégienne
  - 3e du Tour du Hainaut
  - 10e de Paris-Tours
- 1919
  - 3e du Circuit des vélodromes
  - 4e du Tour de France
  - 9e de Paris-Bruxelles
- 1920
  - Liège-Bastogne-Liège
  - 11e étape du Tour de France
  - 4e du Tour de France
- 1921
  - Tour de France :
    -  Classement général
    - 3e et 10e étapes

  - 3e de Paris-Roubaix
  - 6e de Liège-Bastogne-Liège
- 1922
  - 3e du Tour de la province de Milan (avec Firmin Lambot)
  - 8e de Paris-Roubaix
- 1923
  - 3e du Circuit de Champagne
  - 3e du Grand Prix d'automne
  - 5e de Liège-Bastogne-Liège

### Résultats sur le Tour de France
- 1914 : 14e
- 1919 : 4e
- 1920 : 4e, vainqueur de la 11e étape
- 1921 : Vainqueur du classement général,  pendant 14 étapes et vainqueur des 3e et 10e étapes,
- 1922 : abandon (3e étape)
- 1923 : abandon (7e étape)
- 1924 : abandon (6e étape)